# Ibadã Norte
Ibadã Norte é uma área de governo local no estado de Oió, Nigéria. Sua sede fica em Agodi
Possui uma área de 27 km² e uma população de 306.795 no censo de 2006.
O código postal da área é 200.